# Lamprosema angulinea
Lamprosema angulinea is een vlinder uit de familie van de grasmotten (Crambidae), uit de onderfamilie van de Spilomelinae. De wetenschappelijke naam van deze soort is voor het eerst gepubliceerd in 1913 door William Schaus.
De soort komt voor in Costa Rica.